# Бротелл, Берье
Берье Бротелл (фин. Börje Brotell, 3 февраля 1922 — 6 декабря 2009) — финский танкист, участник Второй мировой войны, самый результативный финский мастер танкового боя.

## Биография
Родился 3 февраля 1922 года в городе Турку, Финляндия. Отец Брор Хьюго Бротелл (фин. Hugo Brotell) был родом из Остроботнии, а мать Иида Елена (фин. Iida Helena) — из области Исконная Финляндия. Берье окончил школу в Турку и в 1937 году (в 15-летнем возрасте) записался добровольцем в армию. Во время советско-финской войны был, помимо всего прочего, посыльным.
В 1941 году уехал в Германию и добровольно вступил в Финский добровольческий батальон войск СС. 15 августа 1942 года во время боёв на Кавказе пулемётчик Бротелл был ранен разрывной пулей в правое бедро, направлен на лечение в Австрию. После выздоровления вернулся в Финляндию.
Поступил на офицерские курсы в SS Junkerschule в Бад-Тёльц (Бавария), которые не окончил и опять вернулся в Финляндию. В октябре 1943 года назначен командиром вновь сформированного батальона штурмовых орудий Финской танковой дивизии (фин. Panssaridivisoona, генерал-майор Рубен Лагус).
В июне 1944 года Финская танковая дивизия была переброшена на Карельский фронт, где 9 июня того же года Красная армия начала Выборгскую наступательную операцию. Приняв на себя удар советских танковых клиньев, самоходчики финской танковой дивизии записали на свой счёт 87 подбитых танков и десятки уничтоженных противотанковых орудий. Самым результативным мастером танкового боя стал командир батальона штурмовых орудий StuG III лейтенант Берье Бротелл, подбивший со своим экипажем за месяц боёв с 12 июня по 13 июля 1944 года 11 советских танков и САУ, из них 6 Т-34-76, 4 Т-34-85 и 1 ИСУ-152. По неофициальным данным, его личный счёт составил не менее 15 подбитых и уничтоженных танков и САУ.
Члены экипажа StuG III Ps.531-10 «Bubi» под командованием Берье Бротелла:
- стрелок — сержант Олли Соимала (фин. Olli Soimala)[3]
- заряжающий — ефрейтор Армас Лаунико (фин. Armas Launikko)
- механик-водитель — сержант Суло Каупи (фин. Sulo Kauppi)

1 ноября 1944 уволен из армии. Неудачно попытался вновь устроиться на военную службу, но весной 1947 года опять был уволен из-за своей прошлой службы в войсках СС. В 1949 году женился, но брак распался через 9 лет. Есть дочь Stig-Olof.
16 ноября 1956 года присвоено воинское звание лейтенанта. Работал в компании Wärtsilä до 1968 года, в 1970 году занялся собственным бизнесом по импорту химических продуктов. В 1971 году женился во второй раз, в 1980 году его вторая жена умерла.
На протяжении нескольких лет входил в совет ветеранов танковых войск. В 1994 году стал почётным президентом этой организации.
Умер 6 декабря 2009 года.

## Память
Штурмовое орудие StuG III Ps.531-10 «Bubi» Берье Бротелла установлено в военном городке финской танковой бригады в Пароле, около казармы 1-го танкового взвода.